# Academia Britânica

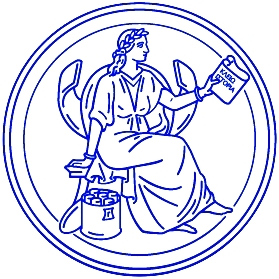
Emblema da Academia Britânica.

A Academia Britânica (em inglês: British Academy) é a instituição nacional britânica de humanidades e ciências sociais. Foi fundada por uma Royal Charter em 1902, e é uma confraria de mais de 800 acadêmicos. A instituição é autônoma e independente. 

## Recursos
Em 2007, mais de 90% dos fundos recebidos pelos administradores da Academia foram recebidos como subvenção através do Office of Science and Innovation (OSI), uma divisão do Departamento de Comércio e Indústria do Reino Unido.

## Eleição de membros
A eleição de um membro da Academia Britânica distingue uma alta distinção acadêmica em algum ramo das humanidades ou ciências sociais, evidenciada por trabalhos publicados. Os membros podem usar as letras FBA (Fellow of British Academy) após seus nomes.

## Objetivos
A Academia expressa seus objetivos como se segue:
- representar os interesses da erudição, nacional e internacionalmente;
- dar reconhecimento à excelência;
- promover e apoiar a pesquisa avançada;
- alavancar a colaboração e intercâmbio internacionais;
- promover a compreensão pública da pesquisa e erudição; e
- publicar os resultados de pesquisas.